# Verești
Verești település Romániában, Moldvában, Suceava megyében, központja Verești községnek.

## Története
Verești egy vasúti csomópont, mely Botosán (Botoșani) városával köti össze a környéket.

## Leírása
A Szucsáva és Szeret folyók között található településen 1992-1993 között takarmánykeverő malom, sertéstelep, állami tehén- és madártenyésztő telep, kavicsbánya működött.
Verești az 1950-es közigazgatási reformig Botoșani megyéhez tartozott.